# Baqueta

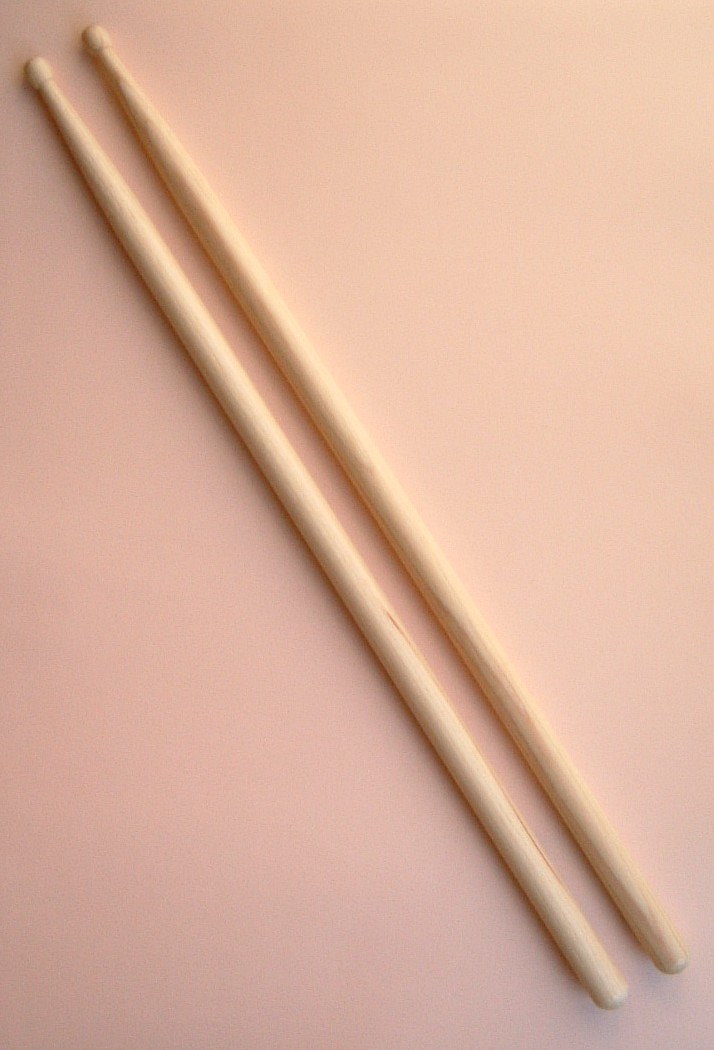
Un par de baquetas.

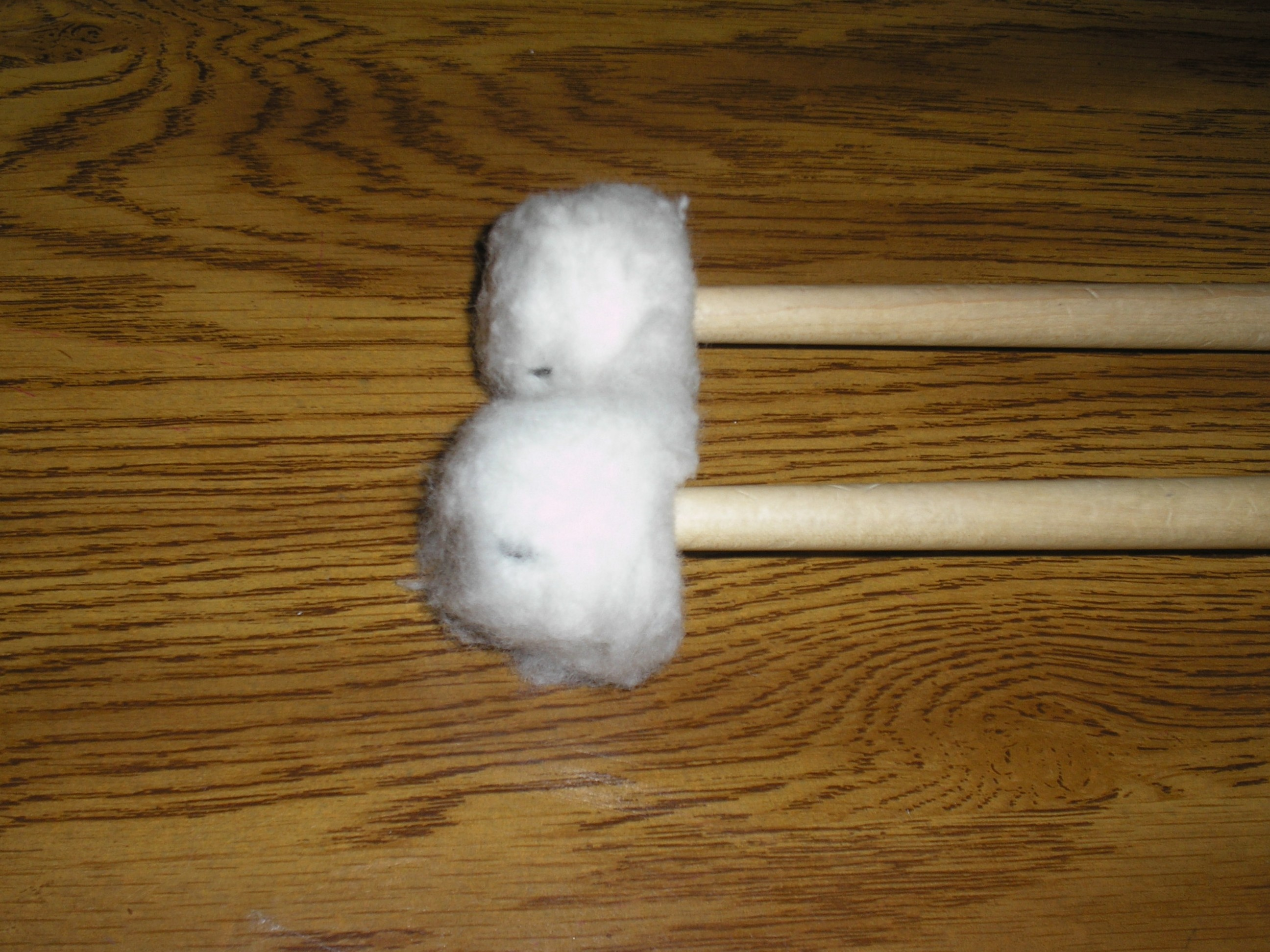
Mazas para timbales.

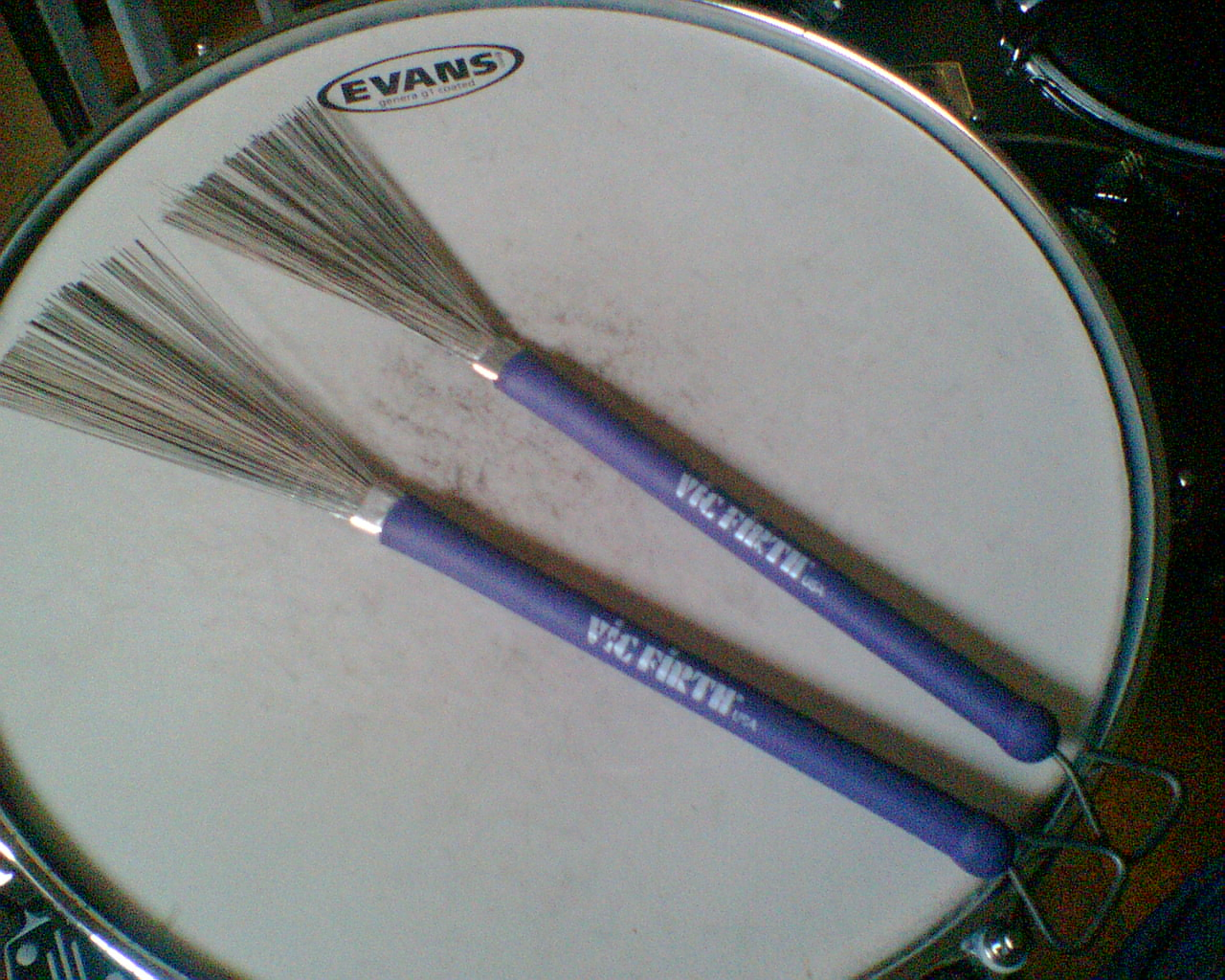
Un par de escobillas o brushes, comunes en el jazz o el blues.

Las baquetas, mazas, escobillas o brushes son un instrumento usado para tocar varios instrumentos de percusión mediante el golpe que se hace para que vibren dichos instrumentos. Entre los materiales más comunes que se usan para fabricar baquetas, destacan la madera, la fibra de carbono y los metales. También hay baquetas con la punta hecha de nailon, que hace un menor daño sobre los platos y su sonido suele ser más agudo o brillante.
En percusión clásica, aparte de las baquetas que son usadas para las cajas usadas en marchas militares, se encuentran asimismo los mallets o mazas usados para el bombo clásico, tambores, glockenspiel y xilófonos, entre otros.
En estilos como el jazz y el blues, es normal encontrar las escobillas o brushes, que son baquetas compuestas de múltiples varillas metálicas delgadas que en ocasiones pueden ser también de nailon o plástico «que producen un sonido más cálido y apagado».

## Características
Las baquetas se diferencian por su material, por su longitud, por su grosor, por tipo de madera y por la forma de su punta.
Estos factores variarán la respuesta, la duración, la absorción de impactos y el sonido que emitirán los parches. Existen varios tipos de materiales, como las de roble, nogal, abedul, pino, haya, arce, aparte de las de plástico, aluminio, fibra de carbono y médula de palmera. 
Este último, poco conocido similar en baquetas a las tipo RODs, son un conjunto de varillas compuestas por fibras naturales de forma irregular por su materia prima característica, que permite evidenciar mejoras en la interpretación en piezas de percusión en aspectos relacionados con la respuesta del sonido o "ataque" al momento de golpear una superficie de percusión y la calidad del sonido o "timbre", que es mejorado a medida que se desgasta el material, dando la posibilidad de obtener una gran variedad de sonidos diferentes gracias a que los vasos pilosos de este se van deshilachando o desgastando sin que las baquetas se rompan.

## Tipos
Los más comunes son (todos los valores están en pulgadas):
| Nombre | Longitud [in] | Diámetro |
| ------ | ------------- | -------- |
| 7A     | 15 y 1/2      | 0,540    |
| 8D     | 16            | 0,540    |
| 5A     | 16            | 0,565    |
| 5B     | 16            | 0,595    |
| F1     | 16 y 3/16     | 0,580    |
| 3A     | 16 y 3/16     | 0,580    |
| 1A     | 16 y 13/16    | 0,580    |
| 2B     | 16 y 1/4      | 0,630    |
| Rock   | 16 y 5/8      | 0,630    |
| CM     | 17            | 0,635    |

Las CM también son conocidas como «Metal» o «Heavy Metal».
Nota: para indicar que un modelo tiene punta de nailon se pone al final una N (por ejemplo, 5BN).

## Puntas
Las puntas de las baquetas pueden ser de distinto tipo:
- Triangular: de forma triangular, proyecta un sonido más fuerte si golpeamos en el parche incidiendo de manera totalmente paralela.
- Ovalada: proyecta un sonido fuerte o suave según el modo en el que se incida sobre el parche.
- Barrilete: es como la ovalada pero acentuando más el ancho de sus extremos.
- Redonda: el ángulo con el que se incida dará igual, puesto que proyectara el mismo sonido.
- Lágrima: es como la redonda pero alargando su base.
- Latina (sin punta definida): se usa para percusión latina, es una baqueta que carece de punta o el cambio es mínimo, algunos percusionistas simplemente usan su baqueta habitual al revés, a pesar de ser más incómodo que unas verdaderas baquetas para percusión latina es mucho más práctico, sobre todo en directo.